# Boeing 747-400
El Boeing 747-400 és un avió comercial de fuselatge ample, és la segona versió més recent de l'avió Boeing 747. La sèrie -400 és el model més venut de la família 747. El 747-400 va ser substituït pel nou Boeing 747-8 en 2012. L'últim 747-400 va ser lliurat al desembre de 2009.

## Descripció
Quan la Força Aèria dels Estats Units va proposar la creació d'un avió de càrrega pesat, Boeing va enviar un disseny que seria el precursor del 747. Així amb el 707 i el KC-135, Boeing esperava desenvolupar un disseny que li permetés estalviar costos a l'hora de dissenyar un avió comercial procedent del militar. No obstant això, Lockheed va aconseguir el contracte amb la Air Force i va començar a construir el C-5 Galaxy. Després de l'enorme cost de desenvolupament que excedia els 16 bilions de dòlars, Boeing es va decidir a desenvolupar una versió civil del 747 doncs diverses aerolínies s'havien interessat pel disseny. Boeing va començar a construir una nova factoria ja que les dimensions de l'avió eren molt majors que les dels seus antecessors. El fuselatge és enorme, amb una distribució de nou seients de costat a costat en la cabina principal més una cabina superior col·locada darrere de la cabina de comandaments. Per a la seva operació com a aeronau pesada en les pistes existents, el pes havia de ser distribuït en 18 rodes amb 5 trens d'aterratge. Malgrat el seu volum, el 747 va ser dissenyat de manera similar als dissenys menors de Boeing com el 707 o el 727 per a una fàcil adaptació de la tripulació i una compatibilitat màxima en els aeroports. El 747 fa servir un control de potència i un sistema avançat de navegació de manera que només tres tripulants (dos en l'última versió) són necessaris per operar l'avió. Encara que el 747 sol transportar entre 300 i 500 passatgers, només representa una fracció de la capacitat de l'aeronau. Versions amb configuració interior d'alta densitat volen a Àsia rutinàriament amb 800 passatgers, i un 747 israelià va transportar en 1991 a 1087 refugiats d'Etiòpia. En el 2001, quan més de 1250 unitats s'han construït, Boeing proposa el 747X per carregar majors pesos i més passatge, redenominat Boeing 747-8. La seva variant de càrrega va realitzar el primer vol el 8 de febrer de 2010 i la versió Intercontinental va volar el 20 de març de 2011.

## Història
- Primer Vol: 29 d'abril de 1988
- Entrada en Servei: 9 de febrer de 1989

## Variants
747-400

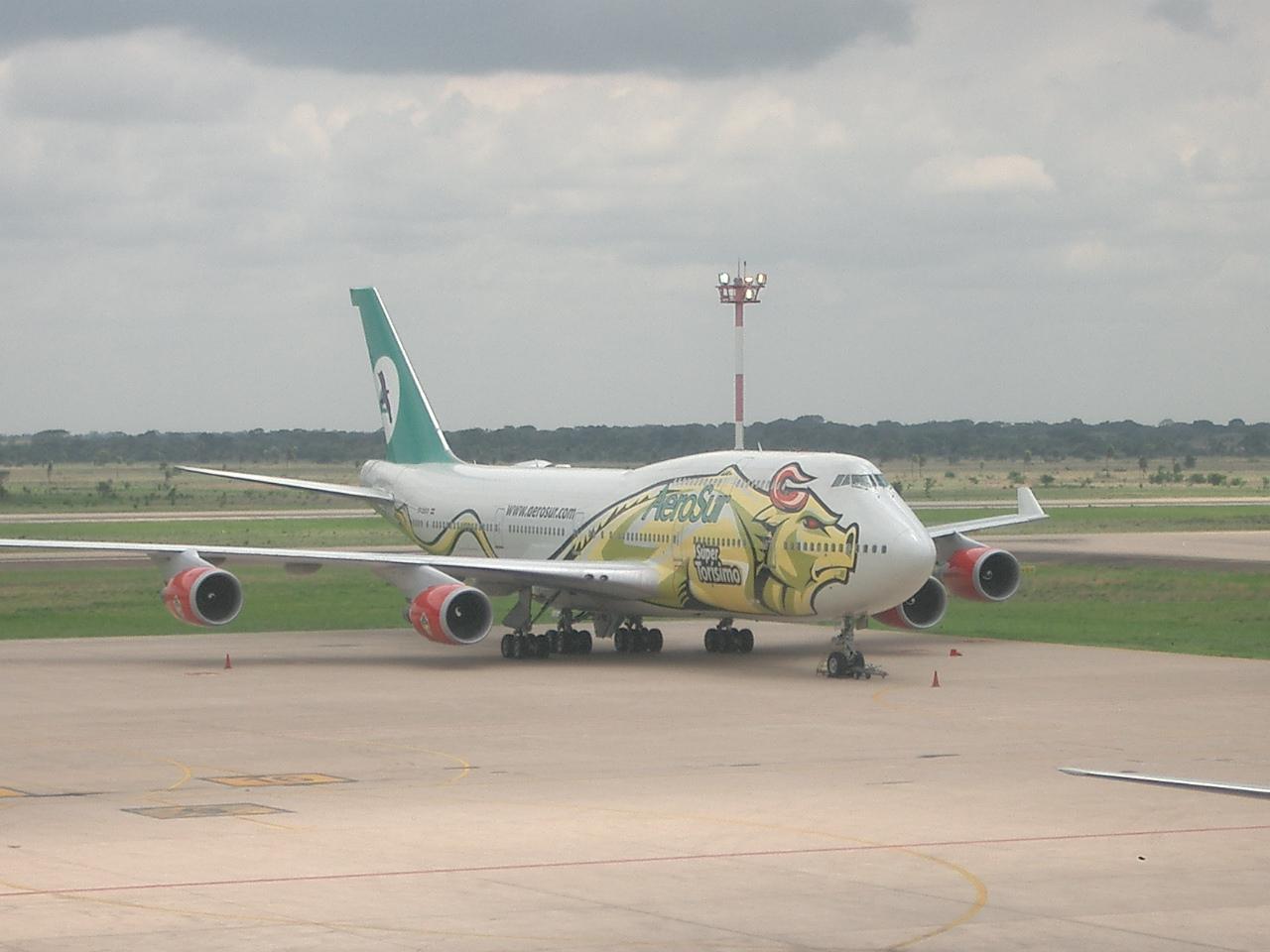
747-400F AeroSur

La variant original del redissenyat 747, el 747-400, va presentar una major envergadura, winglets, motors revisats i una cabina de cristall que va eliminar la necessitat d'un enginyer de vol, aquesta versió també va presentar la coberta superior estirada (SUD) introduïda amb el 747-300. El model de passatgers va formar la major part dels 747-400 venuts i es van construir 442.
En 1989, un Qantas 747-400 va volar sense escales de Londres a Sydney, una distància de 9.720 nmi (11,190 milles, 18.001 km), en 20 hores i 9 minuts per establir un rècord de distància mundial d'avions comercials. En 1988 durant les proves, els primers 747-400 construïts es va establir un rècord mundial per a l'enlairament d'avions pesats en un vol per simular seients en la cabina, el vol va tenir un pes d'enlairament de 892,450 lliures (404,810 kg), i per complir amb les regulacions de la Federació Internacional de Aeronautica, l'avió va ascendir a una altura de 6,562 peus (2,000 m).
747-400F

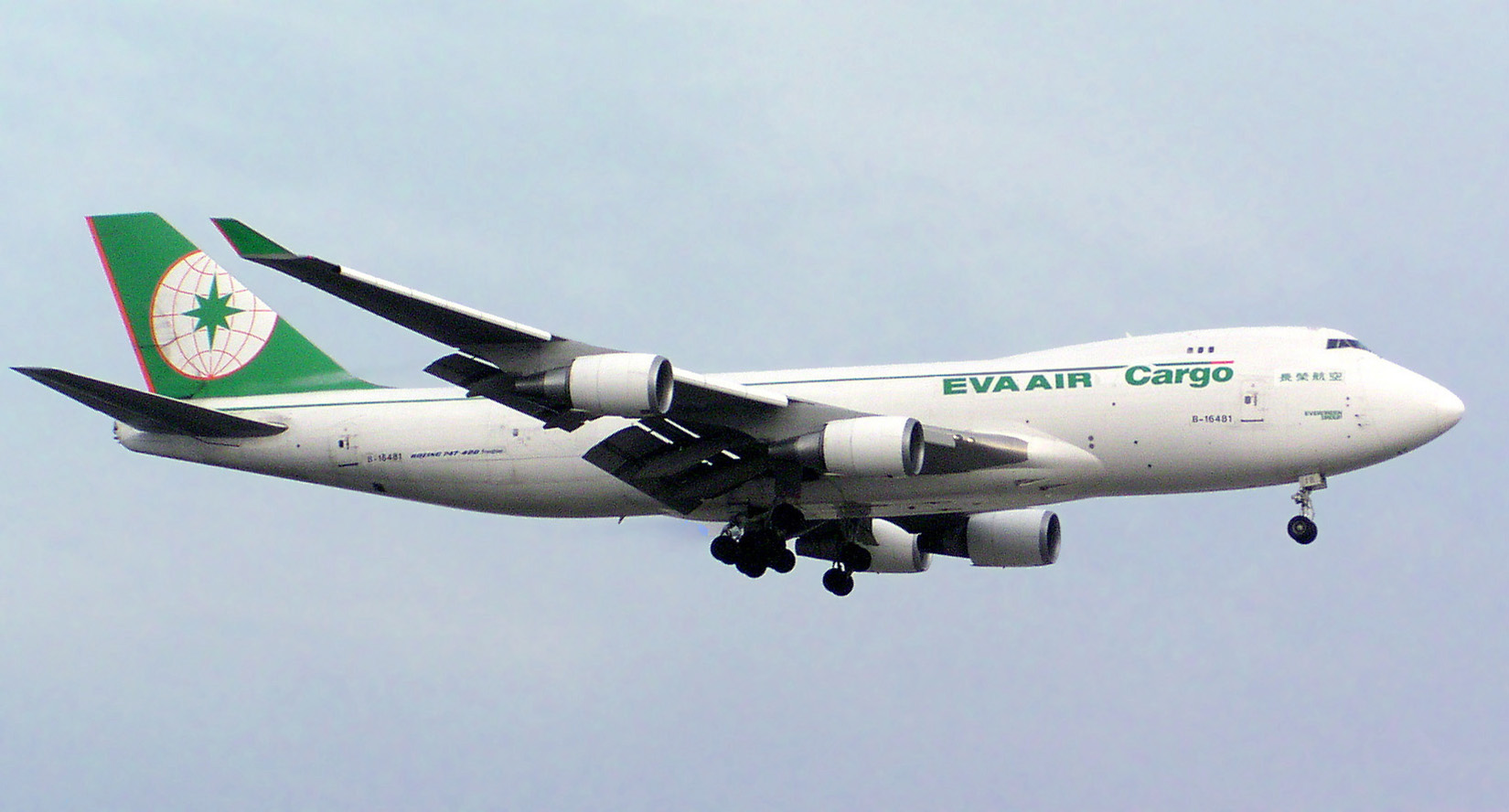
747-400F Eva Air Càrrec

El 747-400F (càrrega) és una versió de càrrega completa del 747-400. En utilitzar els sistemes actualitzats i el disseny de l'ala de les versions per a passatgers, presenta la coberta superior curta original que es troba en els clàssics 747 per reduir el pes. El 747-400F té un pes màxim d'enlairament de 875,000 lliures (396,890 kg) i una càrrega màxima de 274,100 lliures (124,330 kg). El -400F es pot distingir fàcilment del passatger -400 pel seu gep de coberta superior més curta i la falta de finestres al llarg de la coberta principal. El primer vol del model va ser el 4 de maig de 1993 i va entrar en servei amb Cargolux el 17 de novembre de 1993. Entre els principals clients s'inclouen Atles Air, Cargolux, Xina Airlines, Korean Air, Nippon Càrrec Airlines, Polar Air Cargo i Singapore Airlines. El 747-400F té una porta de nas de la coberta principal i un sistema mecanitzat de maneig de càrrega. La porta de nas es balanceja cap amunt perquè les plataformes o contenidors de fins a 40 peus (12 m) es puguin carregar directament en els corrons accionats per motor. Una porta de càrrega lateral de la plataforma principal opcional (com la Combi 747-400M) permet la càrrega de mòduls de càrrega dimensionalments més alts. Una porta lateral de plataforma inferior ("panxa") permet carregar dispositius de càrrega unitària (ULD) de fins a 163 cm d'altura. Boeing va lliurar 126 avions Boeing 747-400F sense comandes pendents a partir de novembre de 2009. L'últim -400F es va lliurar a Nippon Càrrec Airlines el 2 d'agost de 2008.
747-400M

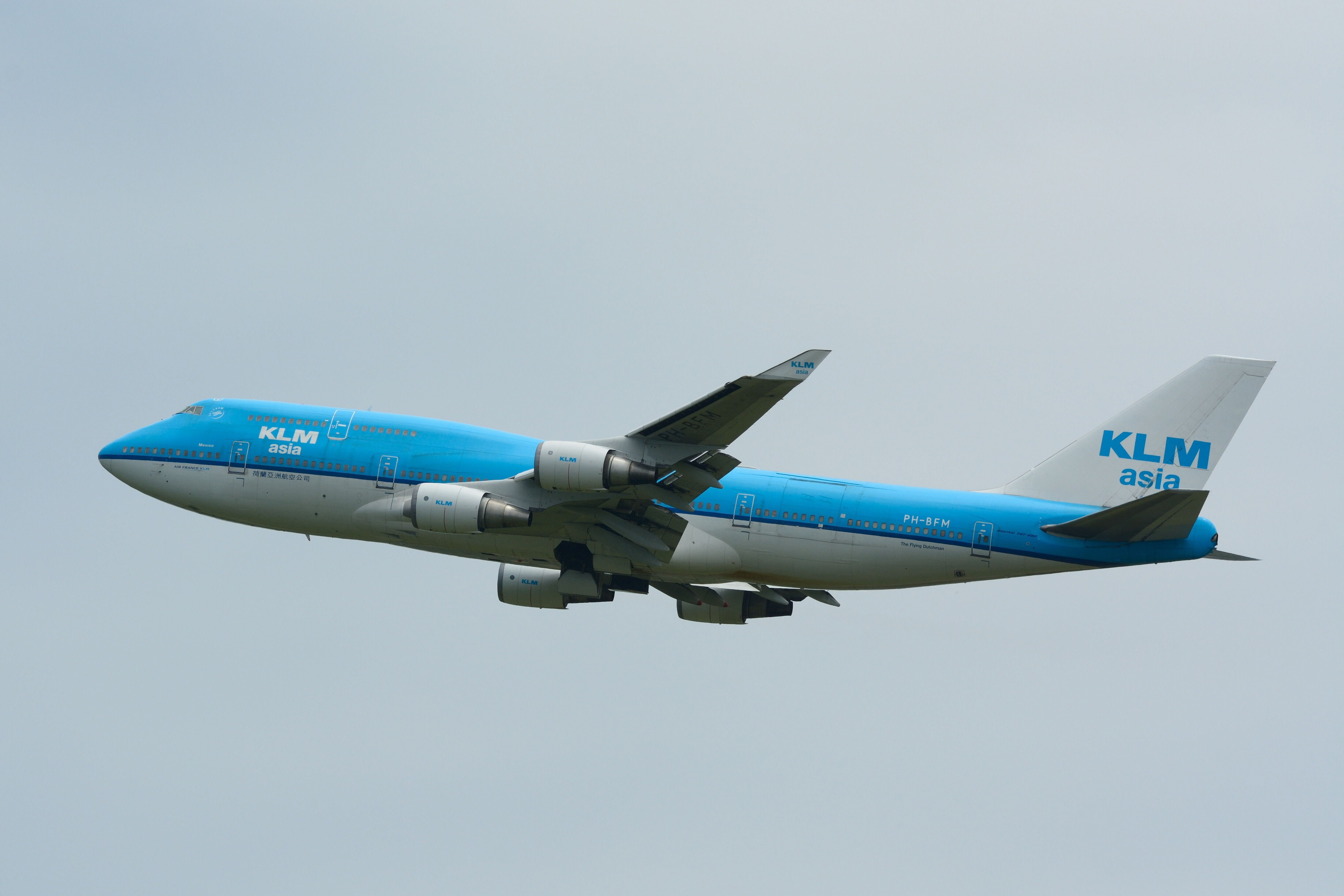
KLM Àsia, Boeing 747-400M PH-BFM

El 747-400M (variant de passatgers / càrrega o "Combi") va volar per primera vegada el 30 de juny de 1989 i va entrar en servei amb KLM el 12 de setembre de 1989. Basat en les reeixides versions Combi dels Classic 747, el -400M té un gran porta de càrrega instal·lada en la part posterior del fuselatge per a la càrrega de càrrega al celler de càrrega de la coberta principal de popa. Una partició tancada separa l'àrea de càrrega de la cabina de passatgers davantera, i la -400M també compta amb protecció contra incendis addicional, un pis de coberta principal reforçat, un sistema de cinta transportadora de corrons i equip de conversió de passatgers a càrrega. Els últims 747-400M es van lliurar a KLM el 10 d'abril de 2002.

747-400D

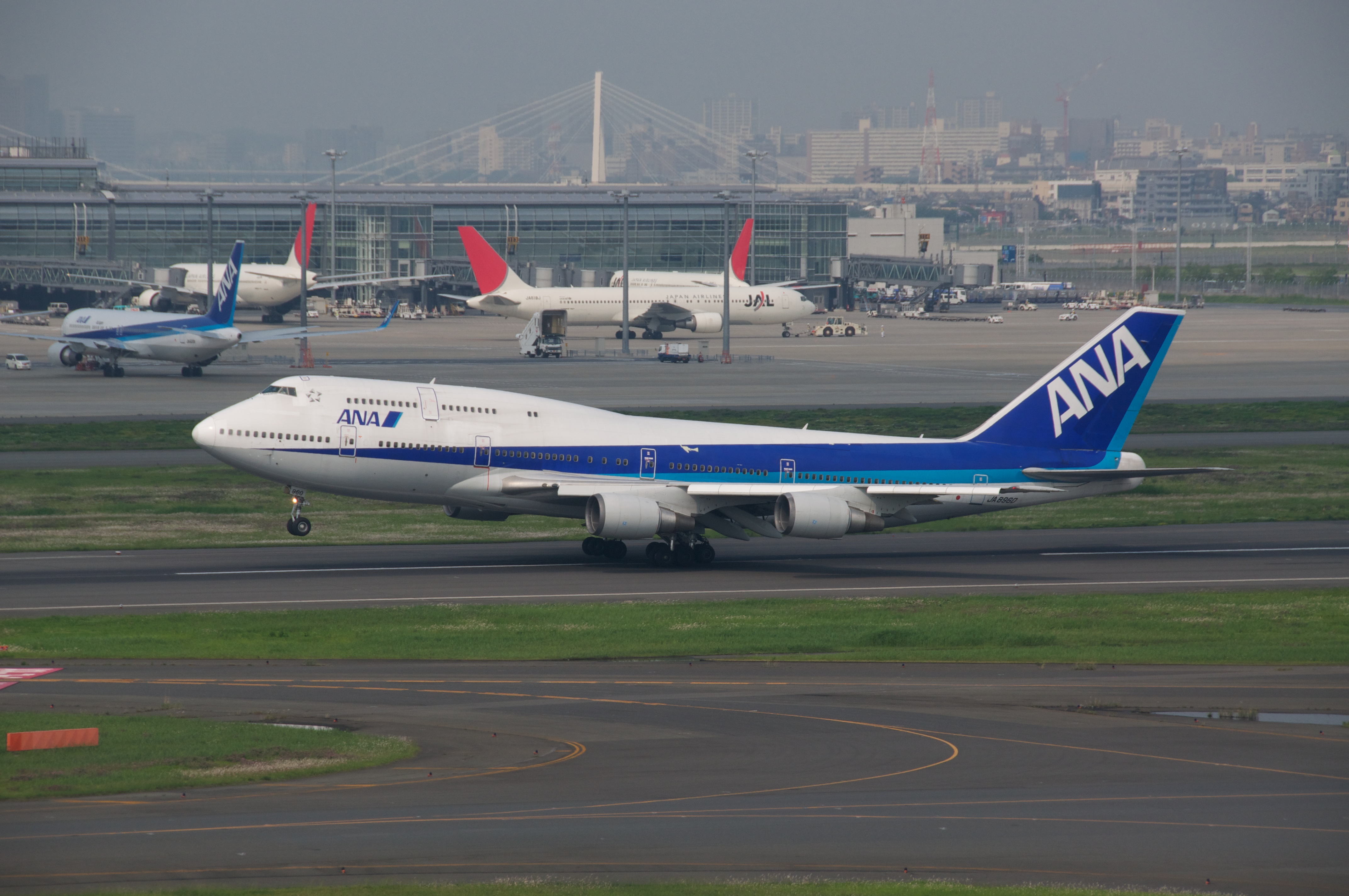
ANA Boeing 747-400D

El 747-400D (Domèstic) és un model que disposa d'un nombre més gran de seients desenvolupat per a vols domèstics de curta distància i alt volum al Japó. Aquest model és capaç d'albergar un màxim de 568 passatgers en una configuració de dues classes o 660 passatgers en una configuració de classe única. El -400D manca de les extensions d'ala i les aletes incloses en altres variants. Winglets proporcionaria beneficis mínims en rutes de curta distància, al mateix temps que agregaria un pes i un cost extra. El -400D es pot convertir a la versió de llarg abast si és necessari. El 747-400D es pot distingir del 747-300, que d'altra banda és similar, per les finestres addicionals en la coberta superior. Aquests permeten seients addicionals en la part posterior de la coberta superior, on normalment se situaria una galera en vols més llargs. En total, es van construir 19 de la sèrie -400D i l'últim exemplar es va lliurar a All Nippon Airways l'11 de febrer de 1996, sent aquesta últim retirat el 31 de març de 2014.

747-400ER

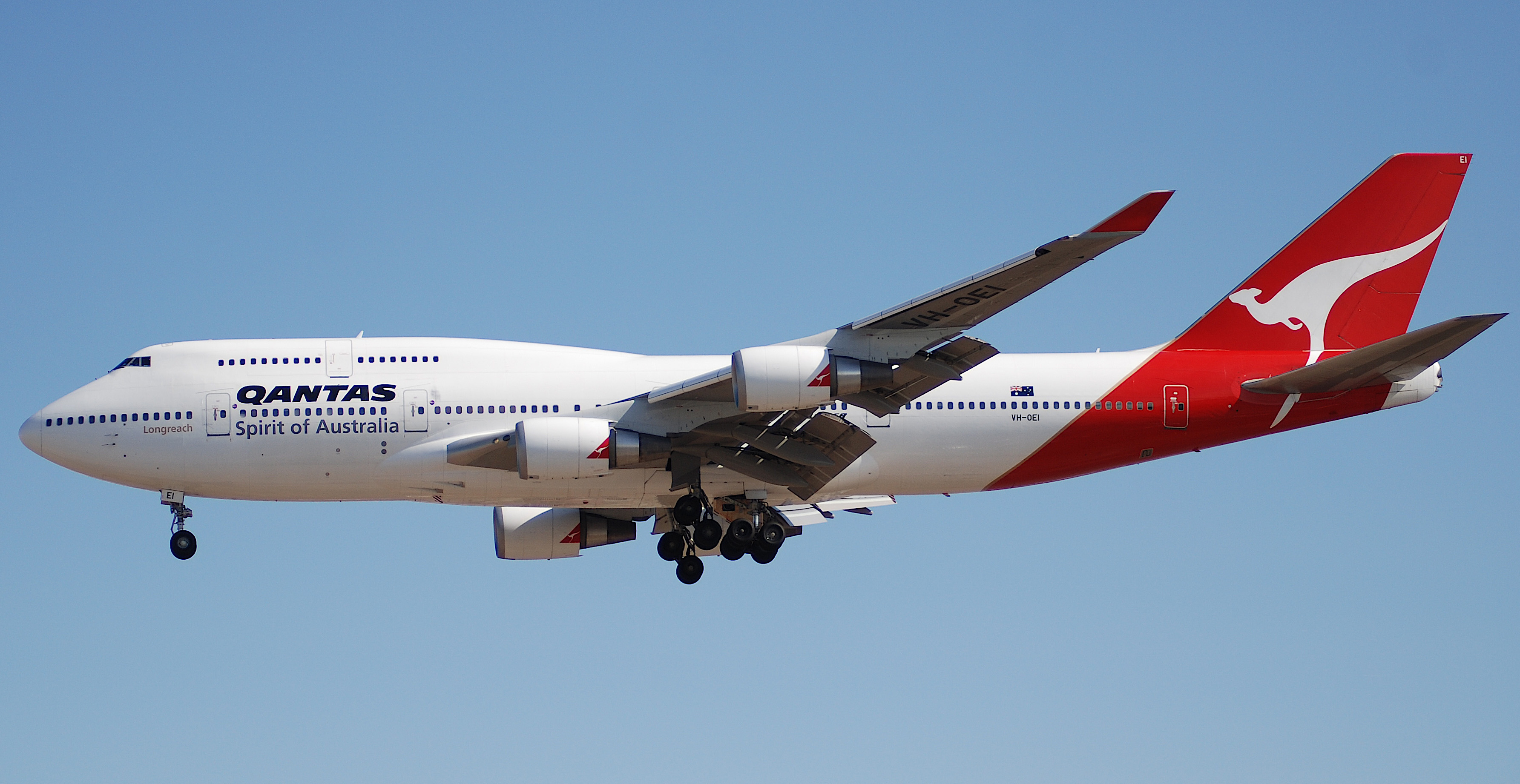
Boeing 747-438ER

El 747-400ER (Abast estès) es va llançar el 28 de novembre de 2000 seguint una comanda de Qantas per a sis avions. El model es coneix comunament com el '910k', la qual cosa significa el seu pes màxim assolit a través de modificacions estructurals i tren d'aterratge modificat. Est va ser l'única comanda per a la versió per a passatgers, triat per Qantas per permetre càrregues completes entre Melbourne i Los Angeles, particularment en l'adreça oest. El -400ER pot volar 500 milles (805 km) més lluny, o transportar 15.000 lb (6.800 kg) més de càrrega. El primer 747-400ER es va usar com un avió de vol de prova i es va pintar en colors Boeing, registre N747ER. Qantas va rebre el primer lliurament d'un registre VH-OEF 747-400ER el 31 d'octubre de 2002; est va ser el segon avió construït. L'avió de prova de vol va ser restaurat i lliurat en la llibrea de Qantas.
El 747-400ER va incloure l'opció d'un o dos tancs addicionals de 3.240 US gal (12.300 L) en el celler de càrrega davantera, no obstant això, Qantas va ser l'únic client que va demanar la configuració de tancs d'un sol cos i no es van lliurar avions amb doble cos tancs de combustible. Fabricats per Marshall Aerospace, aquests tancs van utilitzar la tecnologia d'unió entre panal i metall per aconseguir una relació d'alt volum de combustible a pes sec. Els tancs presentaven una doble paret, sistema de ventilació integrat i control de combustible a través d'una targeta d'administració del sistema de combustible (FSMC) que optimitza la transferència de combustible en el tanc d'ala central (CWT) en vol juntament amb la transferència de combustible del tanc estabilitzador horitzontal (HST). El tanc és extraïble utilitzant eines que interactuen amb el sistema de càrrega de càrrega. Marshall ha utilitzat una tecnologia similar en el desenvolupament de dipòsits de combustible pel Boeing 777-200LR i el Boeing P-8A Poseidon. Altres canvis al 747-400ER inclouen la reubicació dels components del sistema d'oxigen i els tancs i bombes del sistema d'aigua potable ja que els tancs de combustible del cos impedeixen l'accés a les ubicacions estàndard.
747-400ERF

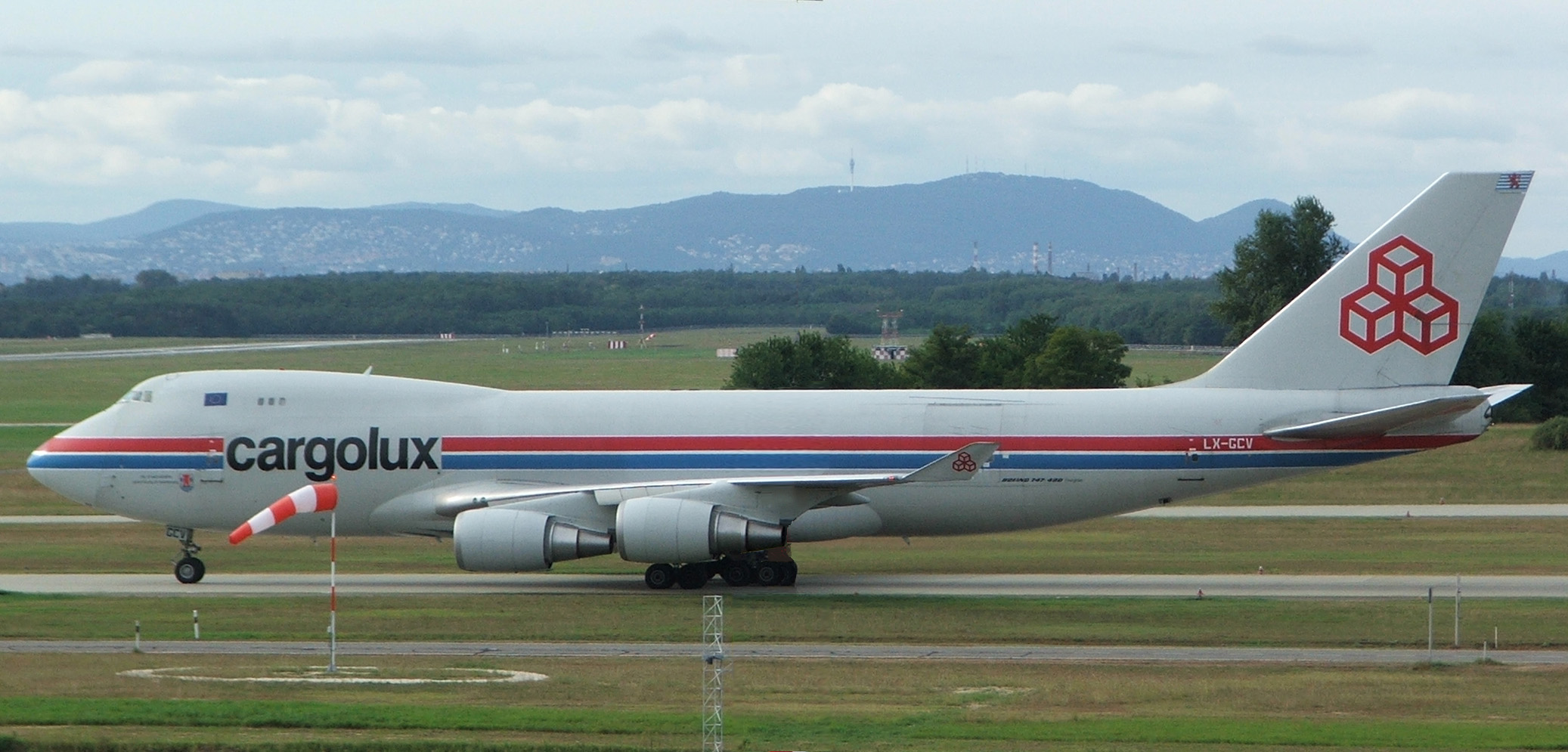
Cargolux Boeing 747-400ERF LX-CGV LHBP

El 747-400ERF (747-400ER Càrrega) és la versió de càrrega del -400ER, llançada el 30 d'abril de 2001. El 747-400ERF és similar al 747-400F, excepte per l'augment de la capacitat de pes brut que li permet transportar més pes de la càrrega. A diferència del 747-400ER, cap client va demanar els tancs de combustible opcionals del cos (compartiment de càrrega). El 747-400ERF té un pes màxim d'enlairament de 910.000 lliures (412.769 kg) i una càrrega màxima de 248.600 lliures (112.760 kg). Ofereix a les aerolínies de càrrega l'opció d'agregar 22.000 lliures (9.980 kg) més de càrrega útil que altres 747-400 variants de càrrega, o agregar 525 milles nàutiques (972 km) al rang màxim.
El -400ERF té un abast de 5.700 milles (9.200 km) amb la càrrega màxima, aproximadament 326 milles (525 km) més lluny que el de càrrega 747-400 estàndard, i té un fuselatge reforçat, tren d'aterratge i parts de la seva ala, juntament amb pneumàtics nous i més grans. El primer -400ERF es va lliurar a Air France (a través de ILFC) el 17 d'octubre de 2002. Boeing ha lliurat 40 Boeing 747-400ERF sense comandes pendents. El nou 747-8 Freighter té més capacitat de càrrega útil, però menys abast que el 747-400ERF.
747-400BCF

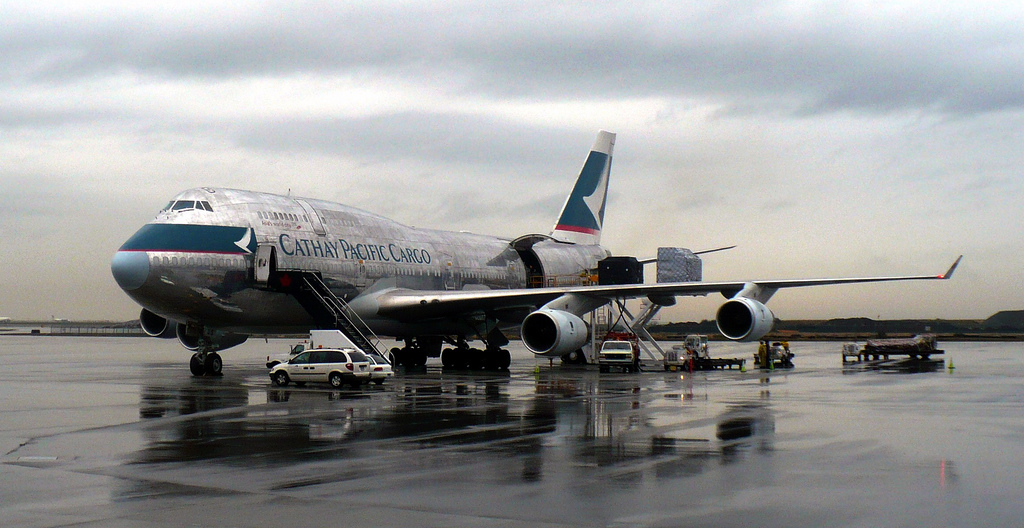
Cathay Pacific Càrrec 747-400BCF

El 747-400BCF (Boeing Converted Freighter, per les seves sigles en anglès), anteriorment conegut com el 747-400SF (Special Freighter), és un programa de conversió per a passatgers estàndard 747-400. El projecte es va llançar en 2004 i serà realitzat per contractistes aprovats com HAECO, KAL Aerospace i SIA Engineering. El primer Boeing 747-400BCF es va tornar a lliurar a Cathay Pacific Càrrec i va entrar en servei el 19 de desembre de 2005. Aquest tipus de procediment de conversió es troba en l'Aeroport Internacional Xiamen Gaoqi a la Xina.
747 Large Càrrec Freighter

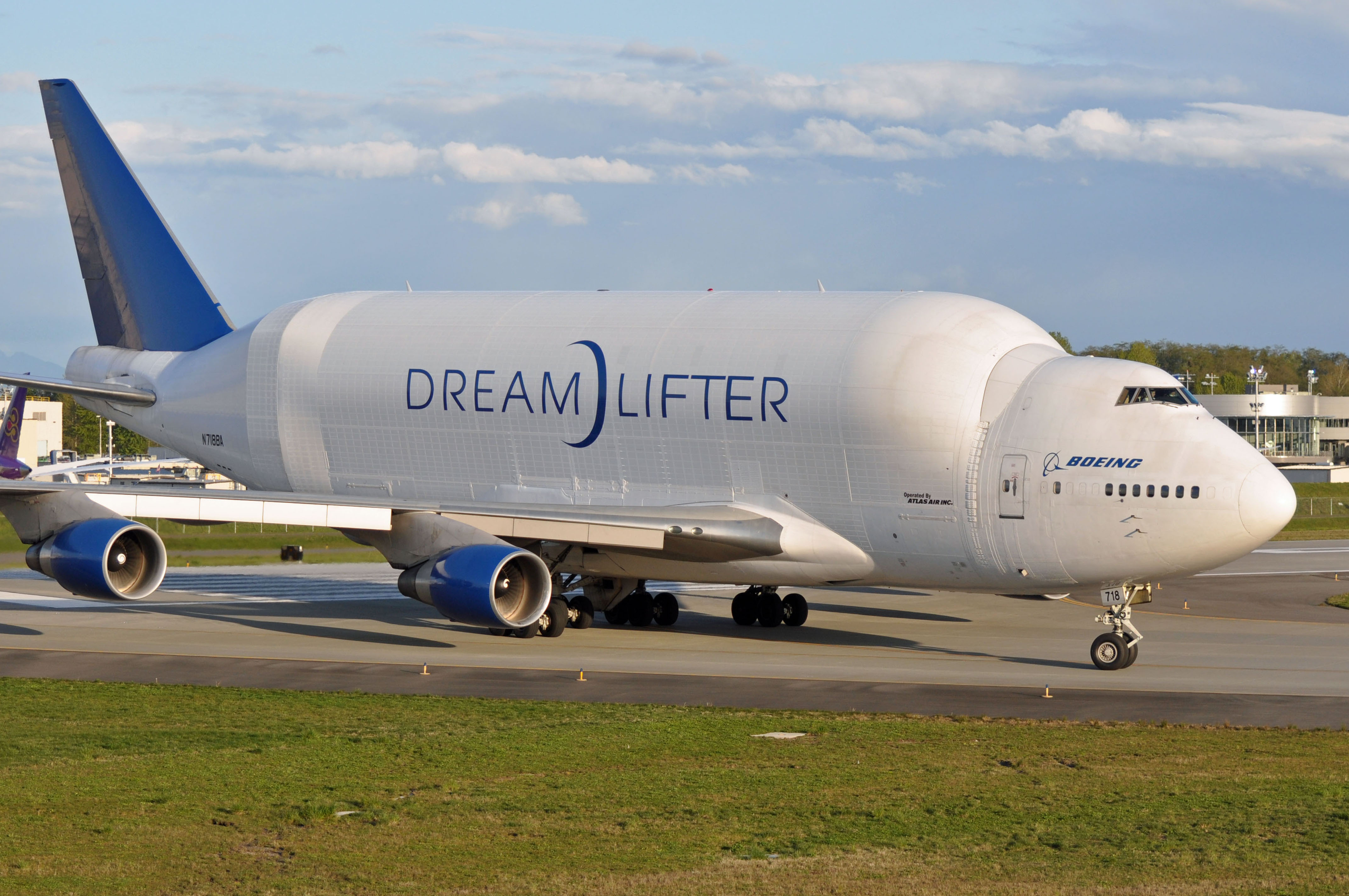
Boeing 747-400CLF matricula N718BA

Boeing va anunciar a l'octubre de 2003 que, a causa de la quantitat de temps que implica el transport marítim, el transport aeri seria el principal mètode de transport de peces per al Boeing 787 Dreamliner. Els avions de passatgers 747-400 usats s'han convertit en una configuració de grans dimensions, "Large Càrrec Freighter" (LCF) per transbordar subconjunts a Everett, Washington, per al muntatge final. El LCF té un fuselatge voluminós similar el dels avions de càrrega Aero Spacelines Super Guppy o Airbus Beluga.
La conversió, dissenyada per enginyers de Boeing de Puget Sound, Moscou i Canoga Park, Calç., I Gamesa Aeronàutica a Espanya, es va dur a terme a Taiwan per una filial del Grup Evergreen. Boeing va comprar quatre avions de segona mà i els va convertir a tots; la cambra i últim LCF va realitzar el seu primer vol el gener de 2010.
Els terminis de lliurament són tan baixos com un dia utilitzant el 747 LCF, en comparació de fins a 30 dies per als lliuraments per vaixell. El LCF té la capacitat de càrrega més gran de qualsevol avió, i pot contenir tres vegades el volum de càrrega de 747-400F. El LCF no és un model de producció de Boeing i no s'ha ofert a la venda a cap client. Els LCF estan destinats per a ús exclusiu de Boeing.
C-33
Proposta de la versió militar del 747-400F per al transport dels EE. UU., Destinada a augmentar la flota del Boeing C-17 Globemaster III. El C-33 costava menys i tenia un abast major, encara que no podia usar pistes austeres ni manejar equips militars de gran grandària i tenia un cost operatiu més alt. El pla va ser cancel·lat a favor de la compra de més C-17.
YAL-1

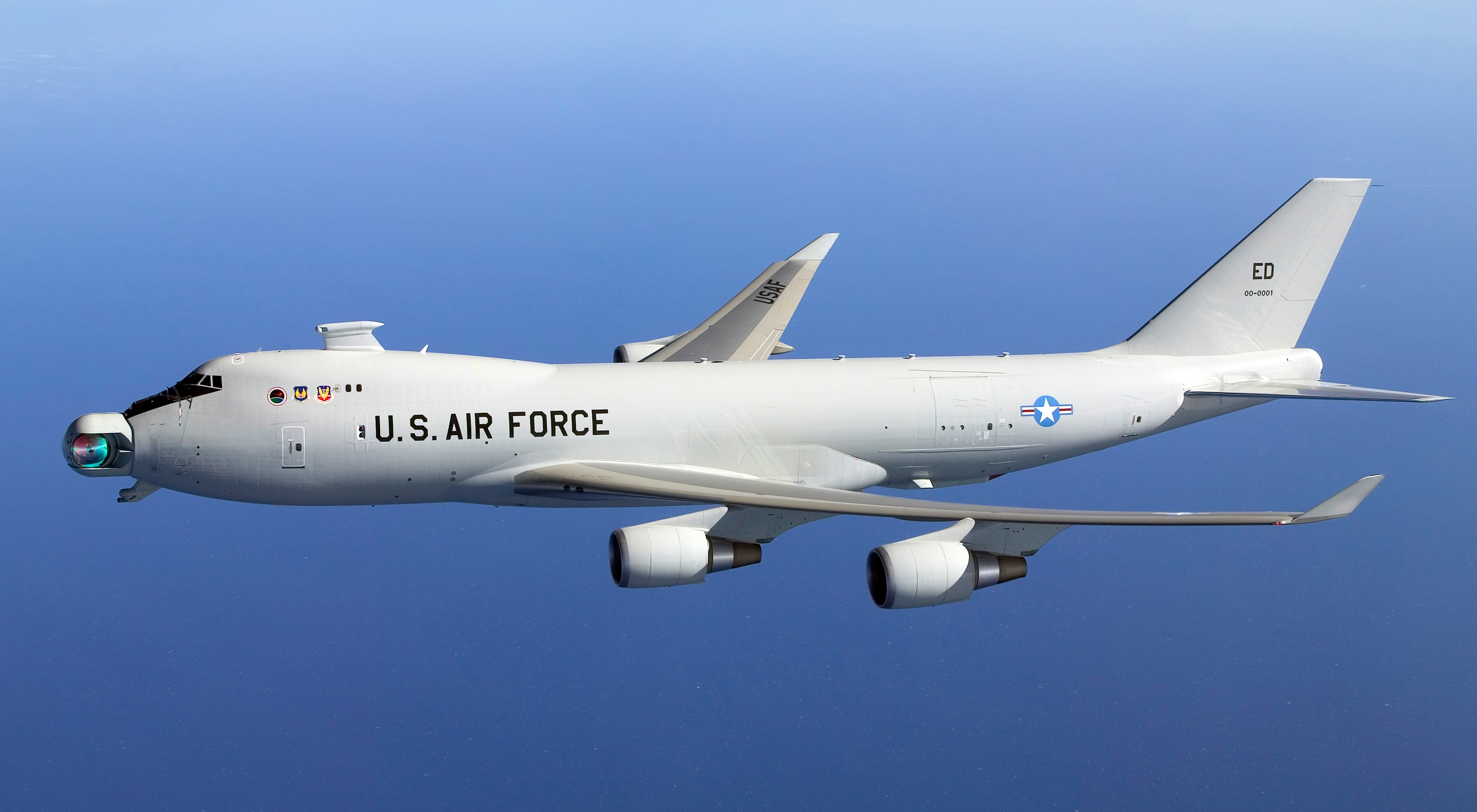
YAL-1A

Operador "Airborne Laser" basat en un 747-400F per a la Força Aèria dels Estats Units. L'aeronau ha estat fortament modificada per portar una torreta muntada en el nas i un equip de Làser de Iode d'Oxigen Químic (COIL) per derrocar ICBM. Retirat a la 309a AMARG en Davis-Monthan AFB, AZ en 2012 després de la cancel·lació del finançament del programa.

## Operadors
- Atlas Air: 37[6]
- Kalitta Air: 24[7]
- China Airlines: 18[8]
- Air Atlanta Icelandic: 13[9]
- UPS Airlines: 13[10]
- Cargolux: 12
- Asiana Airlines: 12[11]
- Thai Airways: 10
- Rossiya: 9[12]
- Lufthansa: 8[13]
- Saudia: 7[14]
- Singapore Airlines: 7[15]
- Cathay Pacific: 6[16]
- Korean Air: 5[17]
- Polar Air Cargo: 5[18]
- ASL Airlines Belgium: 5[19]
- Aerotranscargo: 5[20]
- National Airlines (N8): 5[21]
- Wamos Air: 5[22]
- MyCargo Airlines: 5
- Max Air: 4[23]
- AirBridge Cargo: 4[24]
- Air India: 4
- Cargolux Italia: 4
- Suparna Airlines: 3[25]
- Air China: 3[26]
- Air China Cargo: 3[27]
- KLM: 3 (operats per Martinair)[28]
- MyCargo Airlines: 3
- China Cargo Airlines: 2[29]
- Astral Aviation: 2[30]
- CAL Cargo Air Lines: 2
- Iraqi Airways: 2
- SF Airlines: 2[31]
- China Southern Airlines: 2[32]
- One Caribbean: 1[33]
- CargoLogicAir: 1
- Martinair: 1
- Mahan Air: 1[34]

### Àfrica
Marroc
- Royal Air Maroc (1)[35]

 Namíbia
- Air Namíbia (1)[36]

 Sud-àfrica
- South African Airways (8)[37]

### Amèrica
Argentina
- Aerolínies Argentines (3)[38]

Canadà
- Air Canada (7)[39]

Colòmbia
- Avianca (4)

Estats Units d'Amèrica
- Southern Air (6)[40]

Veneçuela
- Conviasa (2)[41]

### Àsia
Aràbia Saudita
- Flynas (6)[42]

Bangladesh
- Biman Bangladesh Airlines (2)[43]

Emirats Àrabs Units
- Emirates (6)[44]
- Etihad Airways (1)[45]

Hong Kong
- Air Hong Kong (4)[46]

 Indonèsia
- Garuda Indonèsia (14)[47]
- Lion Air (2)[48]

 Japó
- Japan Airlines (44)[49]
- All Nippon Airways (23)[50]

Kuwait Kuwait
- Kuwait Airways (1)[51]

 Taiwan
- EVA Air (19)[52]
- Mandarin Airlines (1)[53]

Singapur
- Singapore Airlines Cargo (19)[54]

Alemanya
- Condor Flugdienst (1)[55]

Eslovàquia
- ACG Air Càrrec Global (4)[56]

 França
- Air France (24)[57]
- Corsairfly (6)[58]

 Regne Unit
- British Airways (57)[59]
- Virgin Atlantic Airways (13)[60]

### Oceania
Austràlia
- Qantas (31)[61]

 Nova Zelanda
- Air New Zealand (8)[62]

## Lliuraments
| Model      | Total | 2009 | 2008 | 2007 | 2006 | 2005 | 2004 | 2003 | 2002 | 2001 | 2000 | 1999 | 1998 | 1997 | 1996 | 1995 | 1994 | 1993 | 1992 | 1991 | 1990 | 1989 |
| ---------- | ----- | ---- | ---- | ---- | ---- | ---- | ---- | ---- | ---- | ---- | ---- | ---- | ---- | ---- | ---- | ---- | ---- | ---- | ---- | ---- | ---- | ---- |
| 747-400    | 442   |      |      |      |      | 2    | 3    | 6    | 5    | 19   | 9    | 34   | 43   | 30   | 18   | 16   | 32   | 42   | 47   | 48   | 54   | 34   |
| 747-400D   | 19    |      |      |      |      |      |      |      |      |      |      |      |      |      |      | 2    | 1    | 6    | 8    | 2    |      |      |
| 747-400ER  | 6     |      |      |      |      |      |      | 3    | 3    |      |      |      |      |      |      |      |      |      |      |      |      |      |
| 747-400ERF | 40    | 6    | 6    | 8    | 6    | 2    | 5    | 4    | 3    |      |      |      |      |      |      |      |      |      |      |      |      |      |
| 747-400F   | 126   | 2    | 8    | 8    | 8    | 9    | 7    | 6    | 15   | 12   | 15   | 10   | 8    | 4    | 3    | 5    | 4    | 2    |      |      |      |      |
| 747-400M   | 61    |      |      |      |      |      |      |      | 1    |      | 1    | 3    | 2    | 5    | 5    | 2    | 3    | 6    | 6    | 12   | 8    | 7    |
| Total      | 694   | 8    | 14   | 16   | 14   | 13   | 15   | 19   | 27   | 31   | 25   | 47   | 53   | 39   | 26   | 25   | 40   | 56   | 61   | 62   | 62   | 41   |

Font: Boeing.com

## Especificacions
| Model                                          | 747-400                              | 747-400ER                     | 747-400F                                                                               | 747-400ERF                                                                             |
| ---------------------------------------------- | ------------------------------------ | ----------------------------- | -------------------------------------------------------------------------------------- | -------------------------------------------------------------------------------------- |
| Tripulació de cabina                           | Dos                                  | Dos                           | Dos                                                                                    | Dos                                                                                    |
| Capacitat de passatgers o Capacitat de càrrega | 416 (3-class) o 524 (2-class)        | 416 (3-class) o 524 (2-class) | Celler principal: 30 palésBodega inferior: 32 contenidors LD-1Càrrega màx.: 112.630 kg | Celler principal: 30 palésBodega inferior: 32 contenidors LD-1Càrrega màx.: 112.760 kg |
| Longitud                                       | 70,6 m                               | 70,6 m                        | 70,6 m                                                                                 | 70,6 m                                                                                 |
| Envergadura                                    | 64,9 m                               | 64,9 m                        | 64,9 m                                                                                 | 64,9 m                                                                                 |
| Altura                                         | 19,4 m                               | 19,4 m                        | 19,4 m                                                                                 | 19,4 m                                                                                 |
| Pes buit                                       | 178.800 kg                           | 184.570 kg                    | 178.800 kg                                                                             | 184.570 kg                                                                             |
| Pes màxim d'enlairament                        | 396.890 kg                           | 412.775 kg                    | 396.890 kg)                                                                            | 412.775 kg                                                                             |
| Velocitat de creuer a 35.000 ft                | Mach 0.85 912 km/h                   | Mach 0.855 917 km/h           | Mach 0.845 908 km/h                                                                    | Mach 0.845 908 km/h                                                                    |
| Velocitat màxima 35.000 ft                     | Mach 0.87 988 km/h                   | Mach 0.87 988 km/h            | Mach 0.87 988 km/h                                                                     | Mach 0.87 988 km/h                                                                     |
| Carrera d'enlairament a MTOW                   | 3.018 m                              | 3.090 m                       | 3.018 m                                                                                |                                                                                        |
| Abast màxim                                    | 13.450 km                            | 14.205 km                     | 8.230 km                                                                               | 9.200 km                                                                               |
| Capacitat màx. de combustible                  | 216.840 L.॥॥                         | 241.140                       | 216.840                                                                                | 216.840                                                                                |
| Model de motors (x 4)                          | PW 4062 GE CF6-80C2B5F RR RB211-524H | PW 4062 GE CF6-80C2B5F        | PW 4062 GE CF6-80C2B5F RR RB211-524H                                                   | PW 4062 GE CF6-80C2B5F                                                                 |
| Embranzida dels motors (x 4)                   | 282 kN PW 276 kN GE 265 kN RR        | 282 kN PW 276 kN GE           | 282 kN PW 276 kN GE 265 kN RR                                                          | 282 kN PW 276 kN GE                                                                    |
| Potència de frens                              | 10,319 kW                            | 10,823 kW                     | 11,256 kW                                                                              | 11,256 kW                                                                              |